# Mooreland (Indiana)
Mooreland és una població dels Estats Units a l'estat d'Indiana. Segons el cens del 2000 tenia 393 habitants.

## Demografia
Segons el cens del 2000, Mooreland tenia 393 habitants, 141 habitatges, i 108 famílies. La densitat de població era de 1.083,8 habitants/km².
Dels 141 habitatges en un 41,1% hi vivien nens de menys de 18 anys, en un 64,5% hi vivien parelles casades, en un 9,2% dones solteres, i en un 23,4% no eren unitats familiars. En el 19,1% dels habitatges hi vivien persones soles el 5,7% de les quals corresponia a persones de 65 anys o més que vivien soles. El nombre mitjà de persones vivint en cada habitatge era de 2,79 i el nombre mitjà de persones que vivien en cada família era de 3,2.
Per edats la població es repartia de la següent manera: un 32,6% tenia menys de 18 anys, un 7,1% entre 18 i 24, un 31,3% entre 25 i 44, un 18,6% de 45 a 60 i un 10,4% 65 anys o més.
L'edat mediana era de 30 anys. Per cada 100 dones de 18 o més anys hi havia 90,6 homes.
La renda mediana per habitatge era de 35.556 $ i la renda mediana per família de 38.594 $. Els homes tenien una renda mediana de 25.250 $ mentre que les dones 21.875 $. La renda per capita de la població era de 13.176 $. Entorn del 9,2% de les famílies i el 10,2% de la població estaven per davall del llindar de pobresa.

## Poblacions més properes
El següent diagrama mostra les poblacions més properes.